# Gutenzell-Hürbel

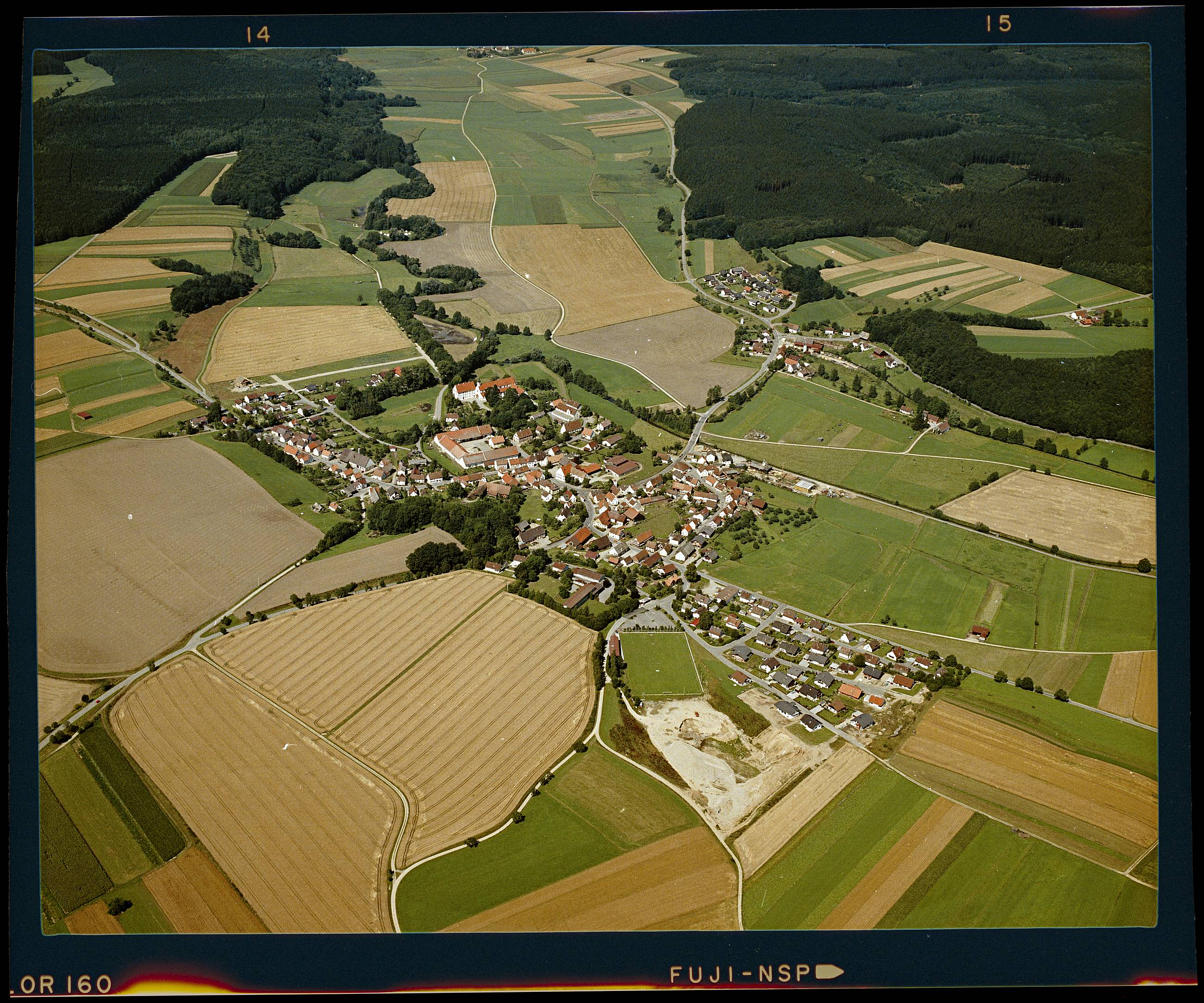
Luftbild von Gutenzell-Hürbel (1985)

Gutenzell-Hürbel ist eine Gemeinde im oberschwäbischen Landkreis Biberach in Baden-Württemberg.

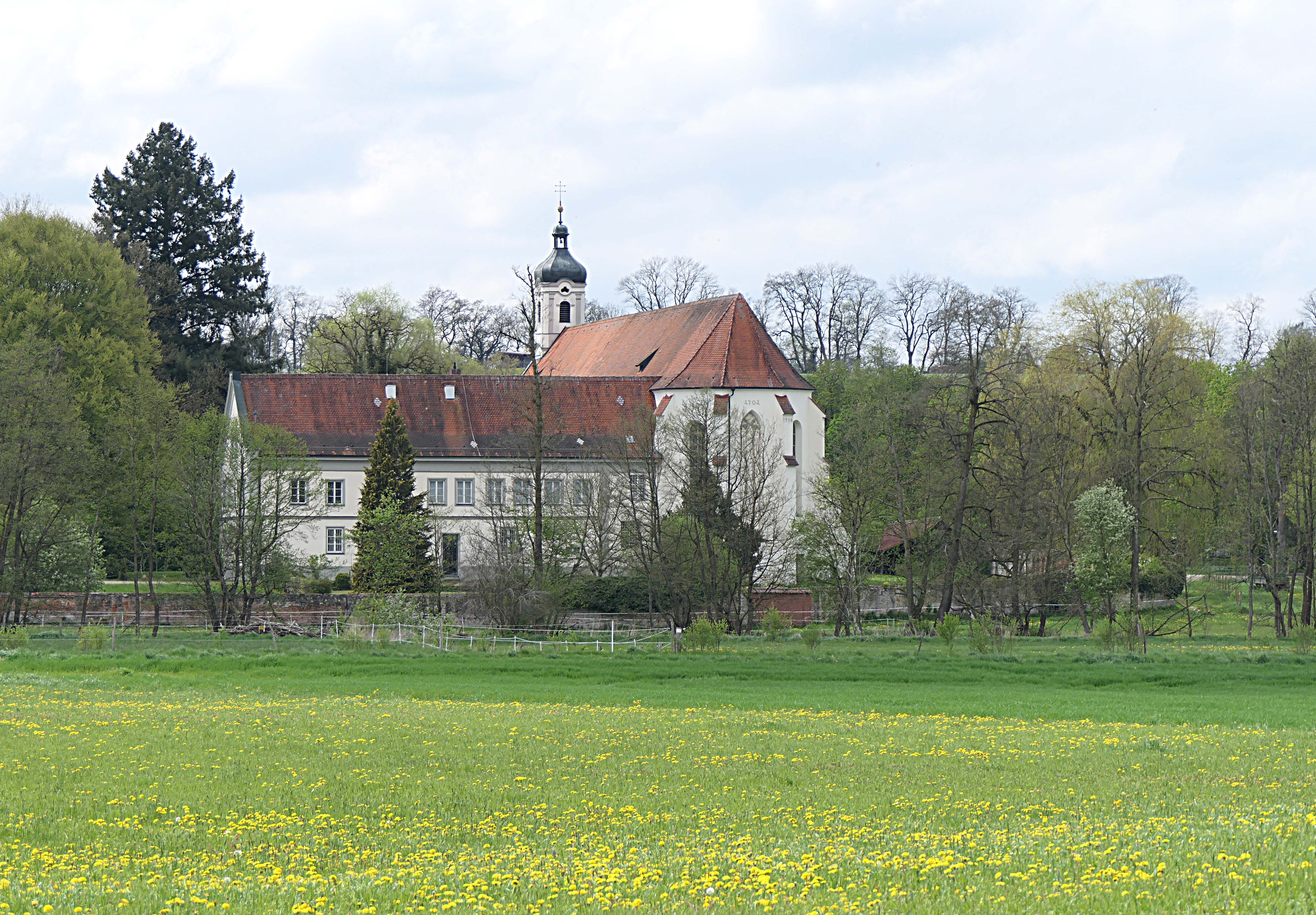
Ehem. Reichsabtei Gutenzell im Rottal

## Geographie

### Geographische Lage
Gutenzell-Hürbel liegt in Oberschwaben zentral zwischen Biberach an der Riß, Ulm und Memmingen etwa sechs Kilometer nordnordöstlich von Ochsenhausen und befindet sich in den Nachbartälern von Rot und Rottum.

### Gemeindegliederung
Die Gemeinde besteht aus Gutenzell mit den Weilern Bollsberg, Dissenhausen, Niedernzell und Weitenbühl und den Häusern Gottesackerkapelle und Hardtacker. Zu Hürbel gehören das Dorf Hürbel, die Weiler Allmethofen, Freyberg, Simmisweiler und Zillishausen, das Gehöft Mittelweiler und die Häuser Mahlmühle, Reinhard und Sägmühle.

## Geschichte

### Gutenzell
Die Reichsabtei Gutenzell (Zisterzienserinnen-Kloster) wurde 1237 gegründet. Dabei handelte es sich um die Wiedergründung eines früher bestehenden Klosters unbekannter Ordenszugehörigkeit, das 1238 von Eberhard von Rohrdorf der Reichsabtei Salem unterstellt wurde.
Im 15. Jahrhundert wurde das Kloster reichsunmittelbar. Um das Kloster bildete sich das Dorf Gutenzell. 1803 wurde die Abtei im Zuge der Säkularisation aufgelöst und Eigentum der Grafen von Toerring, um bereits 1806 zum Königreich Württemberg zu gelangen. Dort wurde es dem Oberamt Biberach unterstellt. 1864 wurde der leerstehende Konvent bis auf wenige Reste abgerissen.
siehe auch Burg Gutenzell

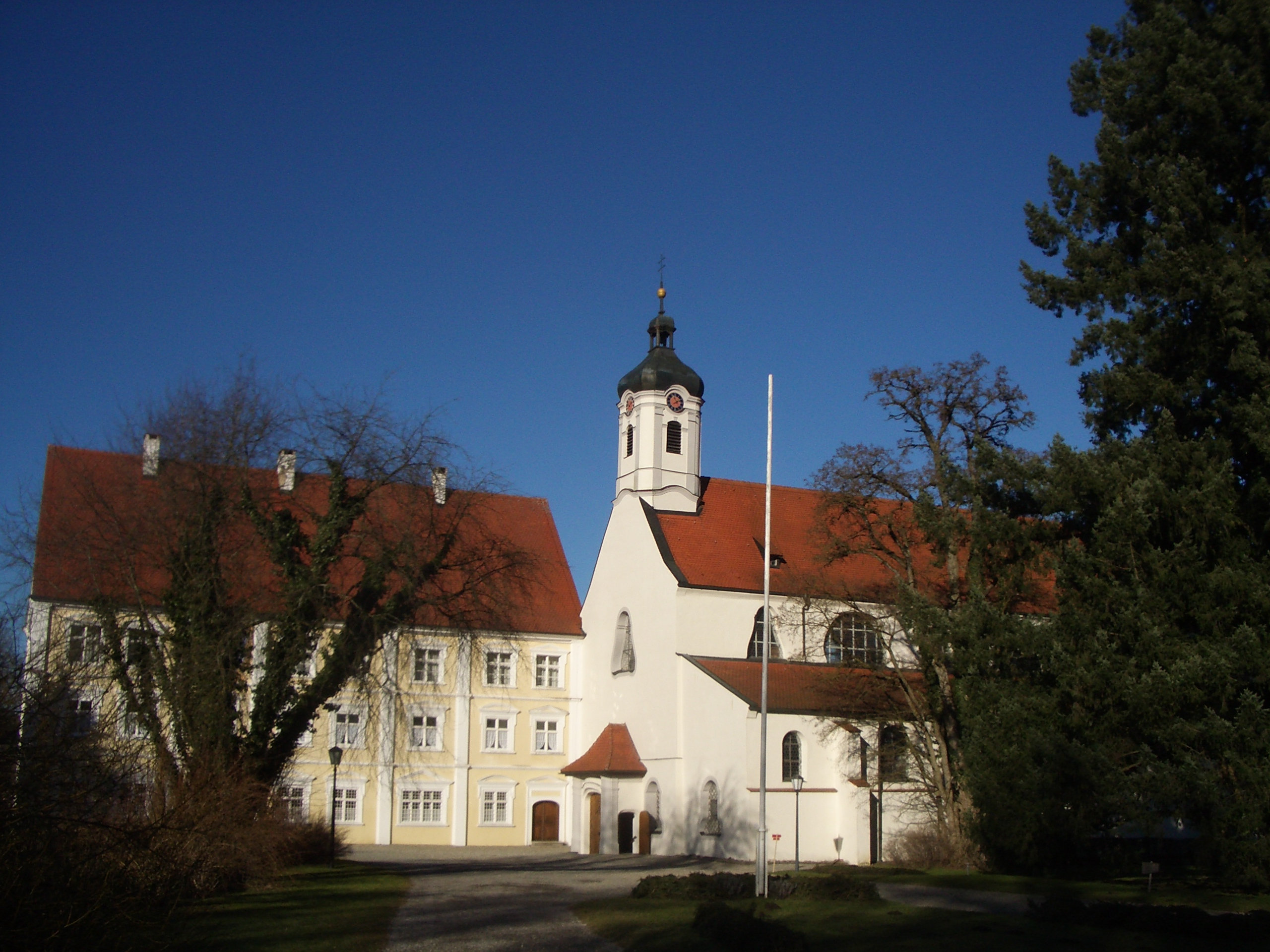
Pfarrkirche Gutenzell (ehemalige Klosterkirche mit Gästehaus)
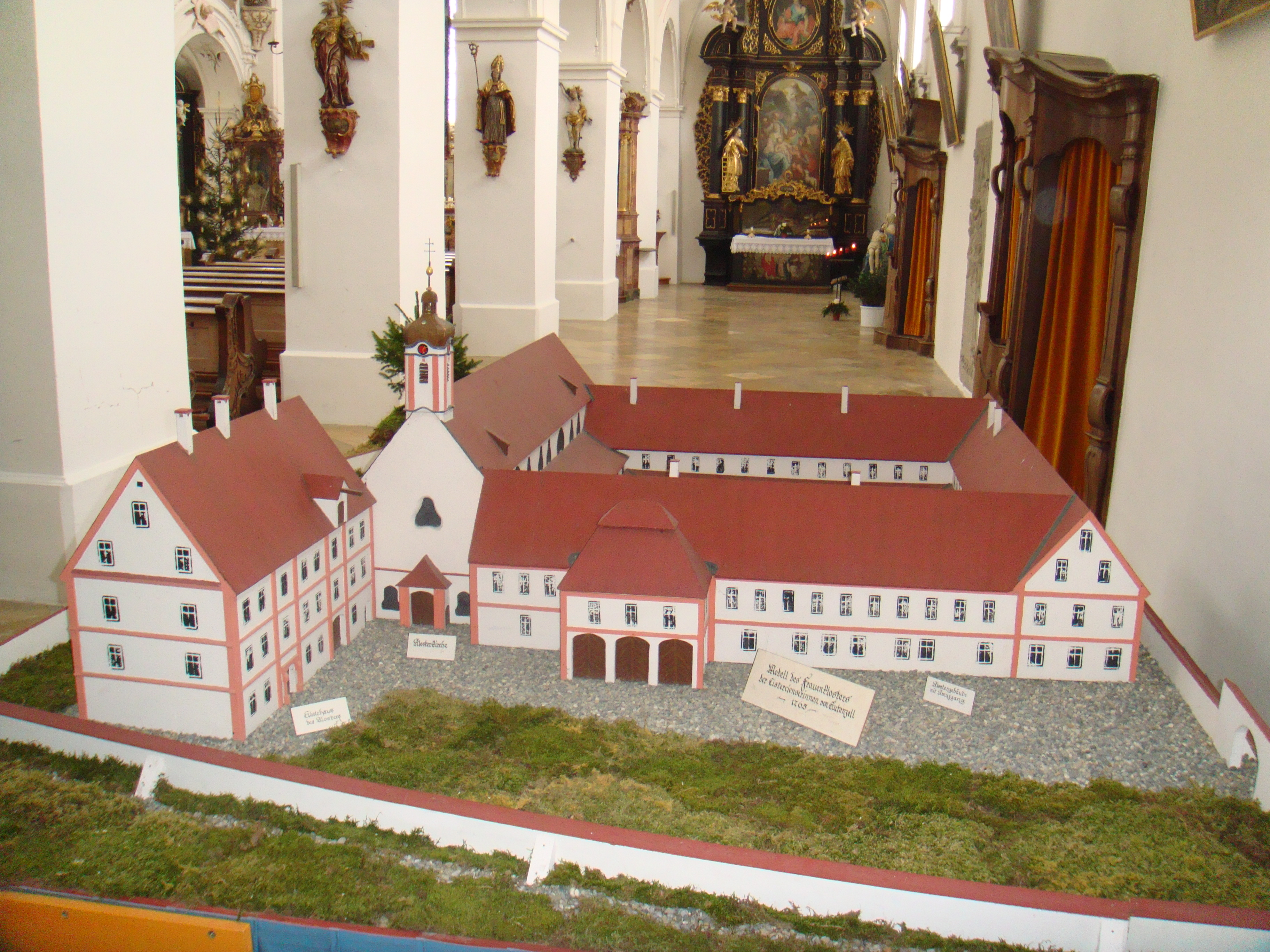
Modell der Klosteranlage um 1700

### Hürbel
Hürbel wurde erstmals 1083 urkundlich erwähnt. Im 13. Jahrhundert gelangte das Dorf an die Herren von Freyberg, die aus Graubünden stammten und 1521 das noch heute bestehende Schloss erbauten. 1806 fiel auch Hürbel an das Königreich Württemberg und kam 1812 zum Oberamt Biberach. 1816 erwarb der Graf Reuttner von Weyl das Schloss und Rittergut in Hürbel, bevor es 1840 württembergisches Staatsgut wurde.

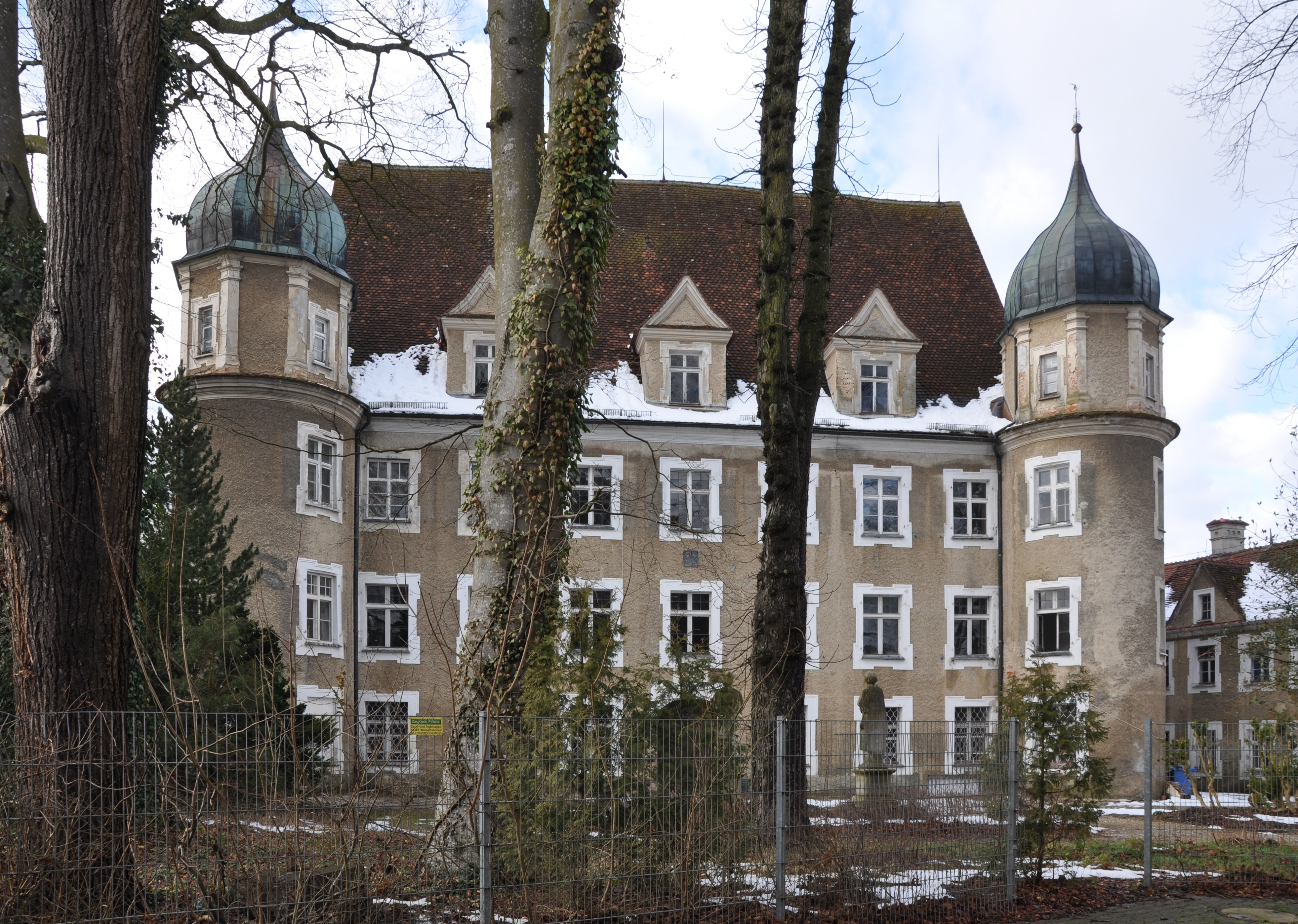
Schloss Hürbel

### Verwaltungszugehörigkeit
Bei der Kreisreform während der NS-Zeit in Württemberg gelangten die Gemeinden 1938 zum Landkreis Biberach. Im Jahre 1945 wurden sie Teile der Französischen Besatzungszone und kamen somit zum Nachkriegsland Württemberg-Hohenzollern, welches 1952 im Bundesland Baden-Württemberg aufging.

### Gemeindefusion
Die Gemeinde Gutenzell-Hürbel entstand am 1. Januar 1975 im Zuge der Gemeindereform aus den ehemals selbständigen Gemeinden Gutenzell und Hürbel.

## Politik

### Bürgermeister
Bürgermeister ist seit dem 31. Juli 2023 Thomas Jerg. Er wurde am 7. Mai 2023 mit 98,7 Prozent der Stimmen gewählt. Er folgte Monika Wieland nach, die von 2015 bis 2023 amtierte. Von 1999 bis 2015 war Andreas Merkle Bürgermeister.

### Gemeinderat
In Gutenzell-Hürbel wird der Gemeinderat nach dem Verfahren der unechten Teilortswahl gewählt. Dabei kann sich die Zahl der Gemeinderäte durch Überhangmandate verändern. Der Gemeinderat besteht aus den 13 gewählten ehrenamtlichen Gemeinderäten und dem Bürgermeister als Vorsitzendem. Der Bürgermeister ist im Gemeinderat stimmberechtigt. Die Kommunalwahl am 9. Juni 2024 führte zu folgendem Ergebnis. Die Wahlbeteiligung betrug 74,63 % (2019: 71,5 %).
| Partei/Gruppierung | Stimmen | Sitze | Ergebnis 2019   |
| ------------------ | ------- | ----- | --------------- |
| Freie Wähler       | 55,35 % | 7     | 62,0 %, 8 Sitze |
| Unabhängige Bürger | 44,65 % | 6     | 38,0 %, 5 Sitze |

### Wappen

Wappen der Ortsteile, links Gutenzell, rechts Hürbel

Die Gemeinde Gutenzell-Hürbel führt als eine von drei Gemeinden in Baden-Württemberg kein eigenes Wappen. Stattdessen werden die ehemaligen Gemeindewappen der beiden Ortsteile (links Gutenzell, rechts Hürbel) nebeneinander verwendet.

## Infrastruktur

### Verkehr
Durch den Westen des Gemeindegebiets führt als Landes-Fernradweg der Oberschwaben-Allgäu-Radweg. Er ist eine Rundstrecke über Ulm und Tettnang. Zwischen Laupheim und Ochsenhausen verläuft er im Tal der Rottum.

### Bildungseinrichtungen
Die Gemeinde verfügt über eine eigene Grundschule in Gutenzell und je einen römisch-katholischen Kindergarten in Gutenzell und Hürbel.

## Kultur und Sehenswürdigkeiten
Gutenzell-Hürbel liegt an der Oberschwäbischen Barockstraße und an der Mühlenstraße Oberschwaben.

### Gutenzell

#### Pfarrkirche St. Kosmas und Damian

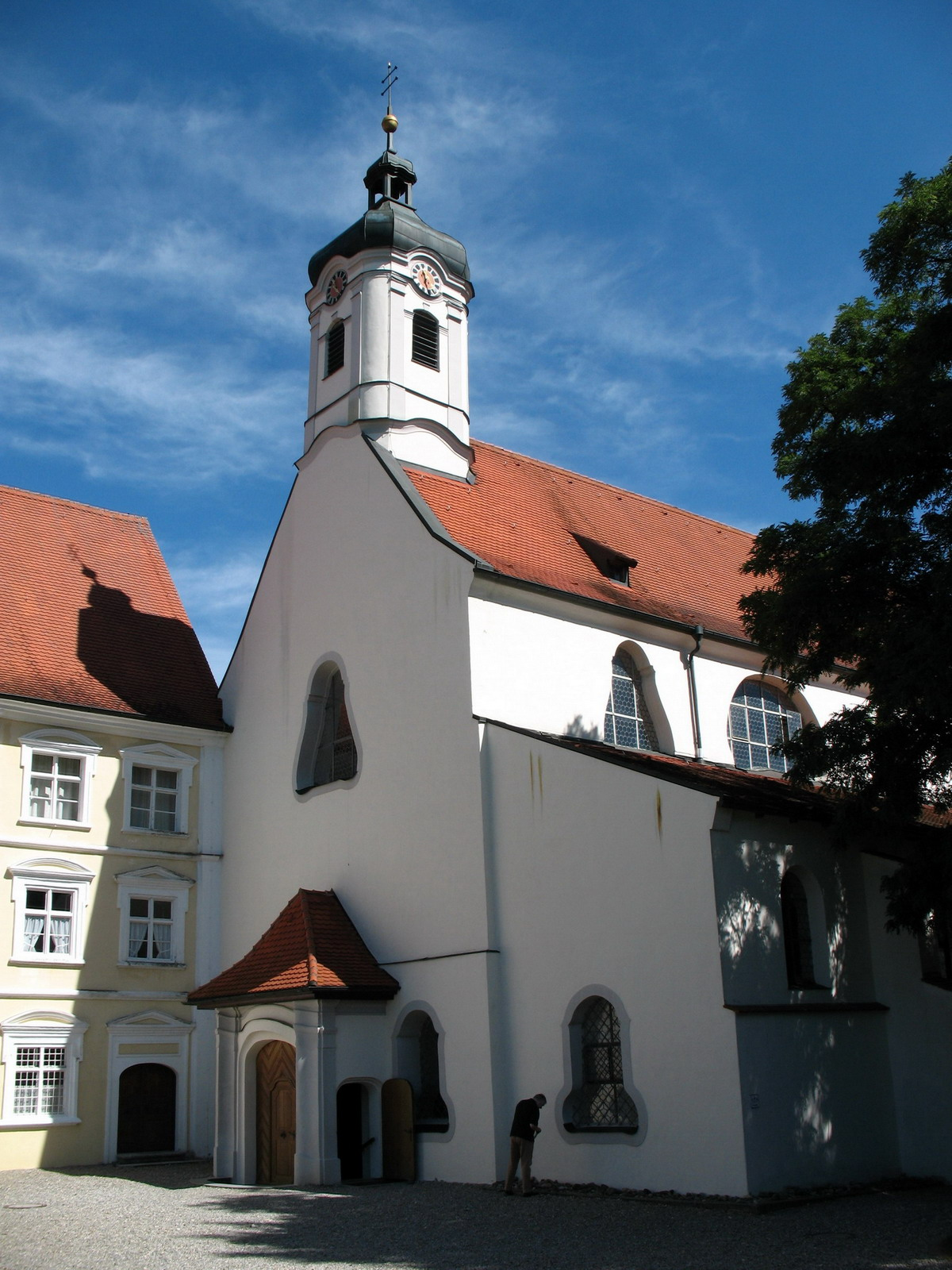
Pfarrkirche St. Kosmas und Damian

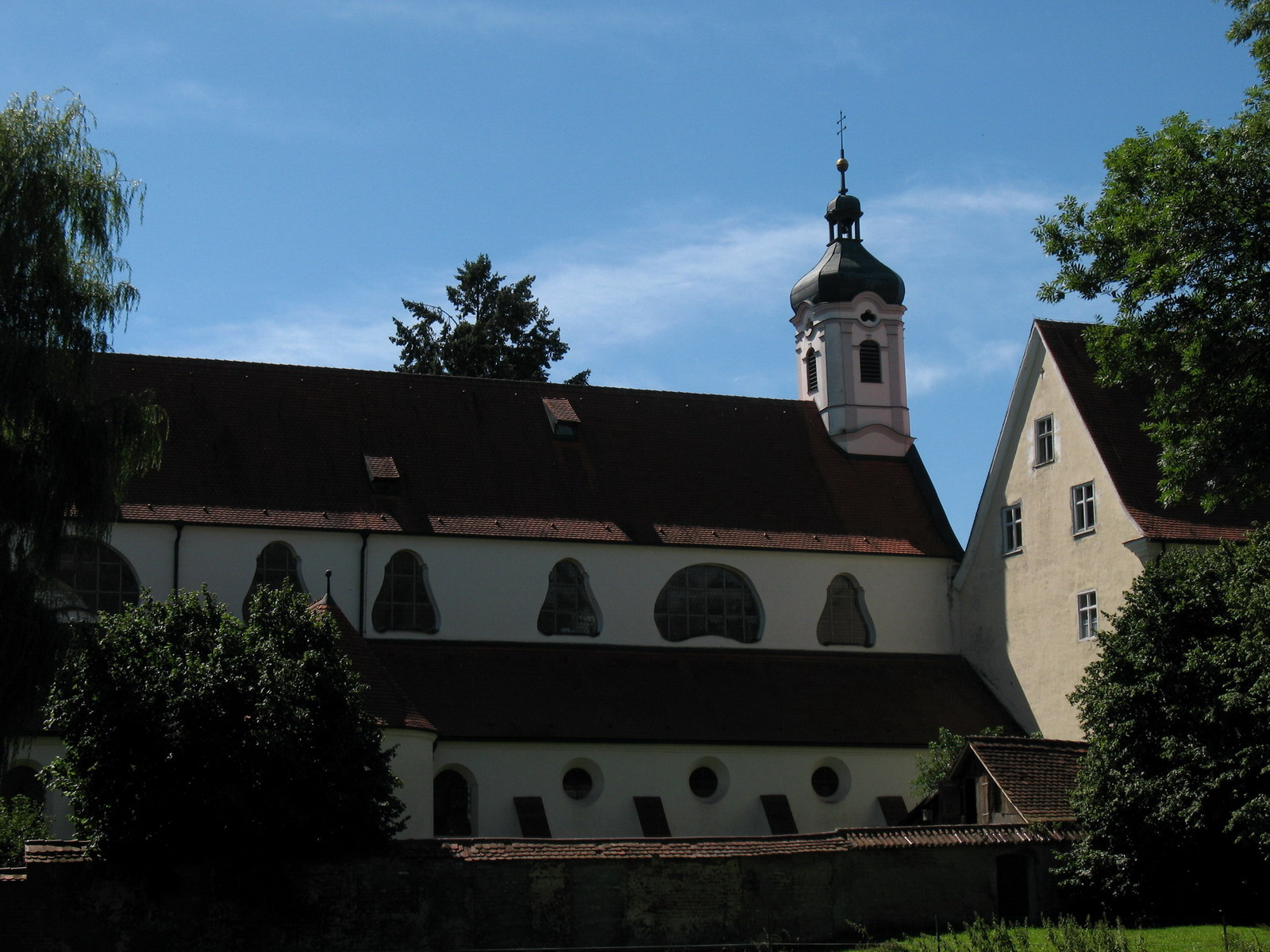
Kirchenschiff von Norden

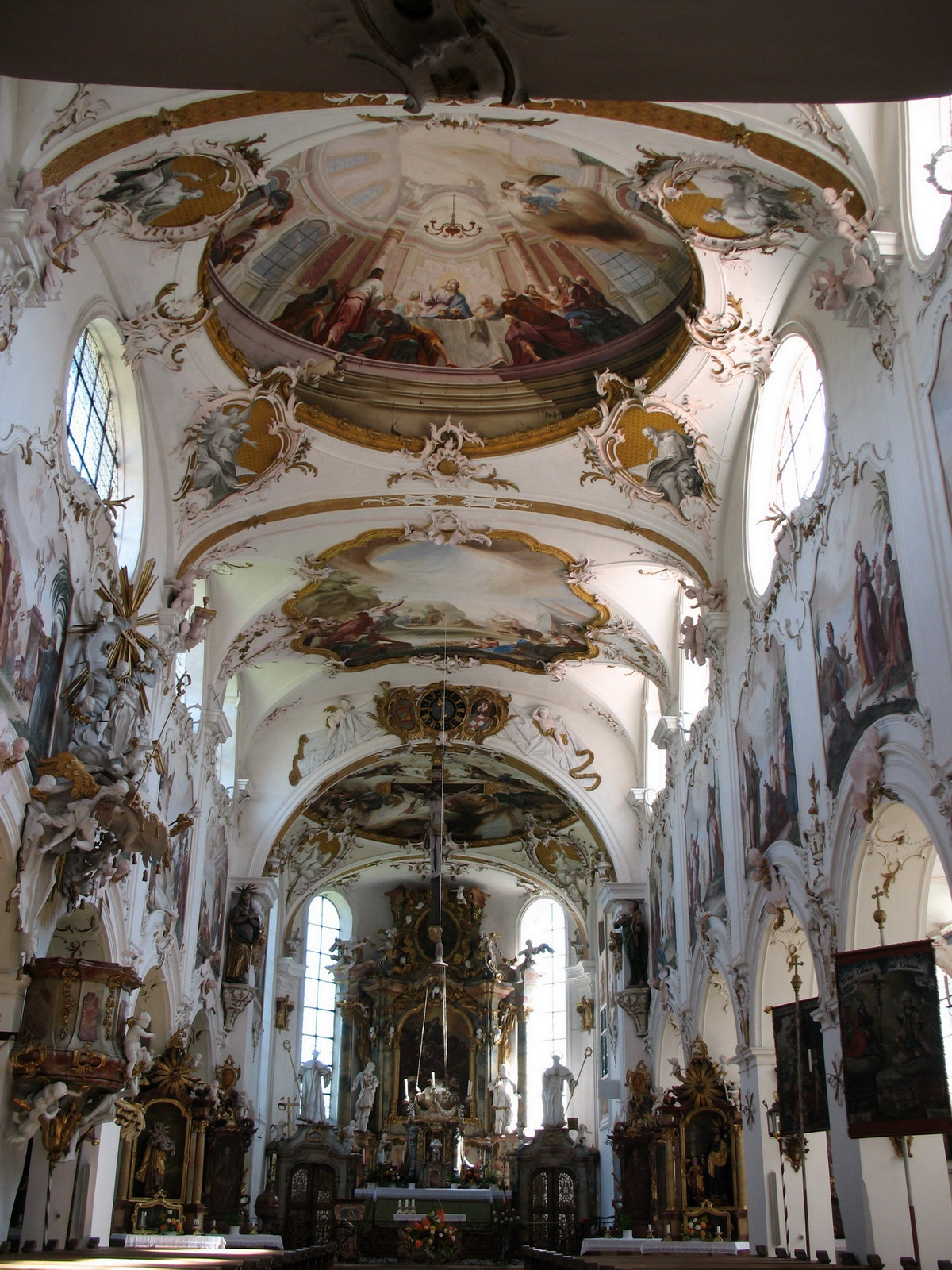
Innenansicht der Pfarrkirche

Die Klosterkirche der ehemaligen Reichsabtei Gutenzell und heutige Pfarrkirche St. Kosmas und Damian in Gutenzell ist im Kern mittelalterlich und wurde bis in die Barockzeit stetig umgebaut und neu ausgestattet. Der letzte größere Umbau von 1755 bis 1756 wurde von dem Wessobrunner Stuckateur Franz Xaver Feuchtmayer der Ältere ausgeführt, unter Einbeziehung von Plänen Dominikus Zimmermanns, dessen Tochter Maria Alexandra zur damaligen Zeit Priorin und 1759–1776 Äbtissin des Klosters war. Die Fresken der Kirche führte Johann Georg Dieffenbrunner aus, die Kanzel (1756) stammt von Stephan Luidl. Luidl fertigte auch den Hochaltar (1762), wohl nach Entwürfen Dominikus Zimmermanns.

#### Barocke Weihnachtskrippe
Alljährlich, von Weihnachten bis Mariä Lichtmess (2. Februar), wird in der Kirche eine große barocke Weihnachtskrippe ausgestellt, die 1704–1750 von den Zisterzienserinnen hergestellt wurde. Die etwa 200 Figuren umfassende Krippe zeigt sieben Szenen: Die Geburt Christi mit Anbetung der Hirten, Zug und Ankunft der Weisen aus dem Morgenland, Flucht nach Ägypten, Der Bethlemitische Kindermord, Jesu Darstellung im Tempel, Die Heilige Familie im Haus Nazareth und Die Hochzeit zu Kana.

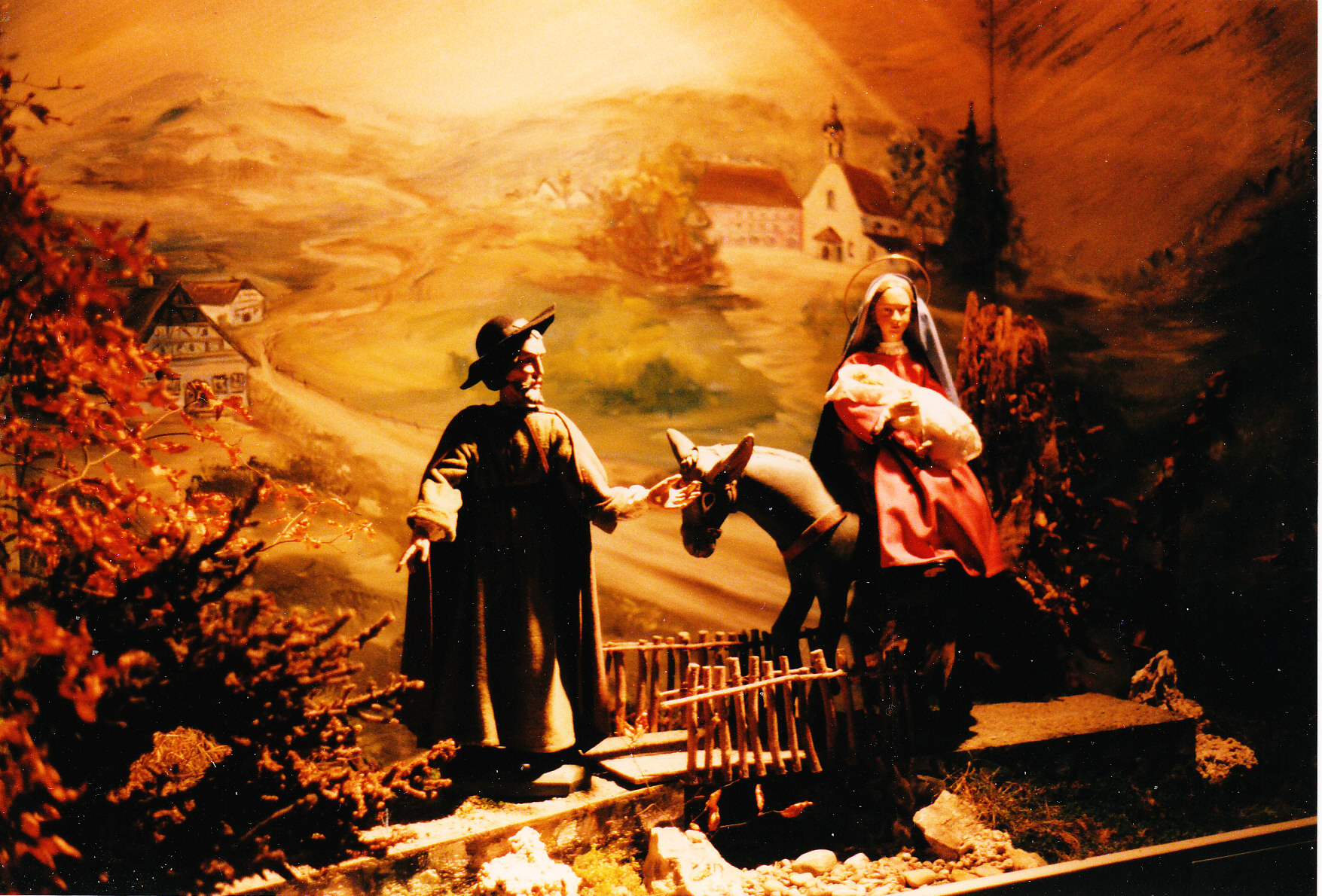
Flucht nach Ägypten
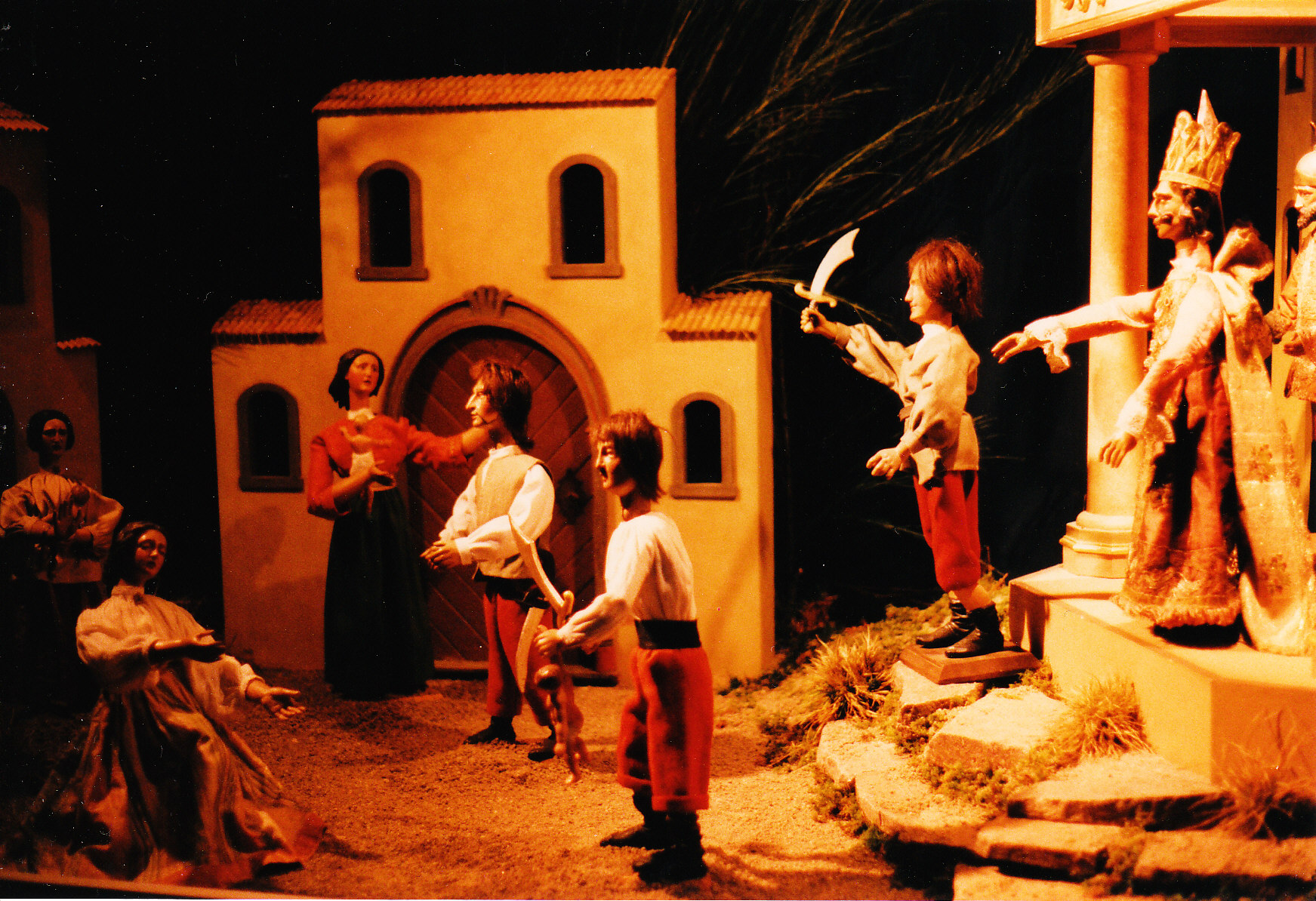
Kindermord zu Bethlehem
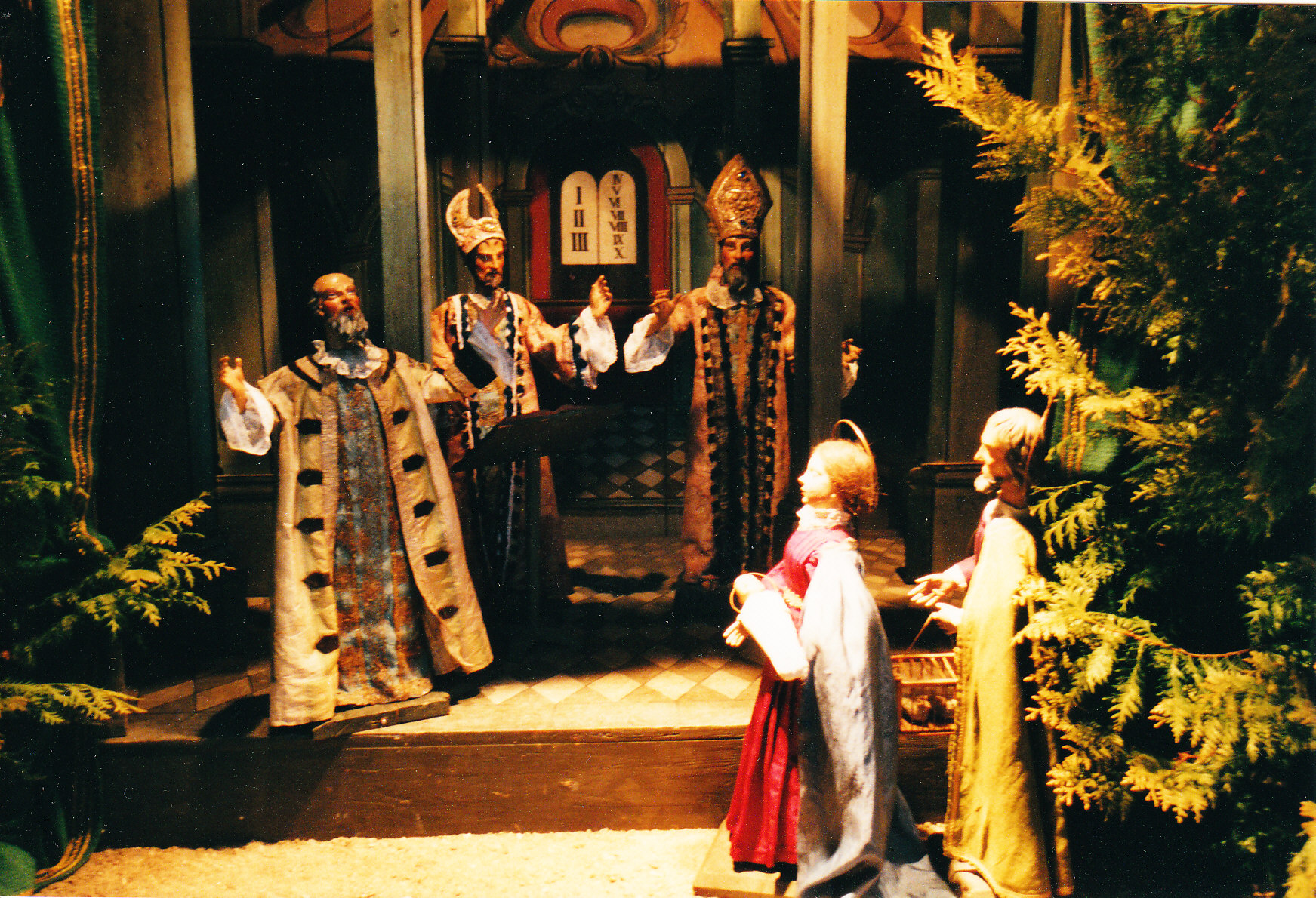
Darstellung Jesu im Tempel
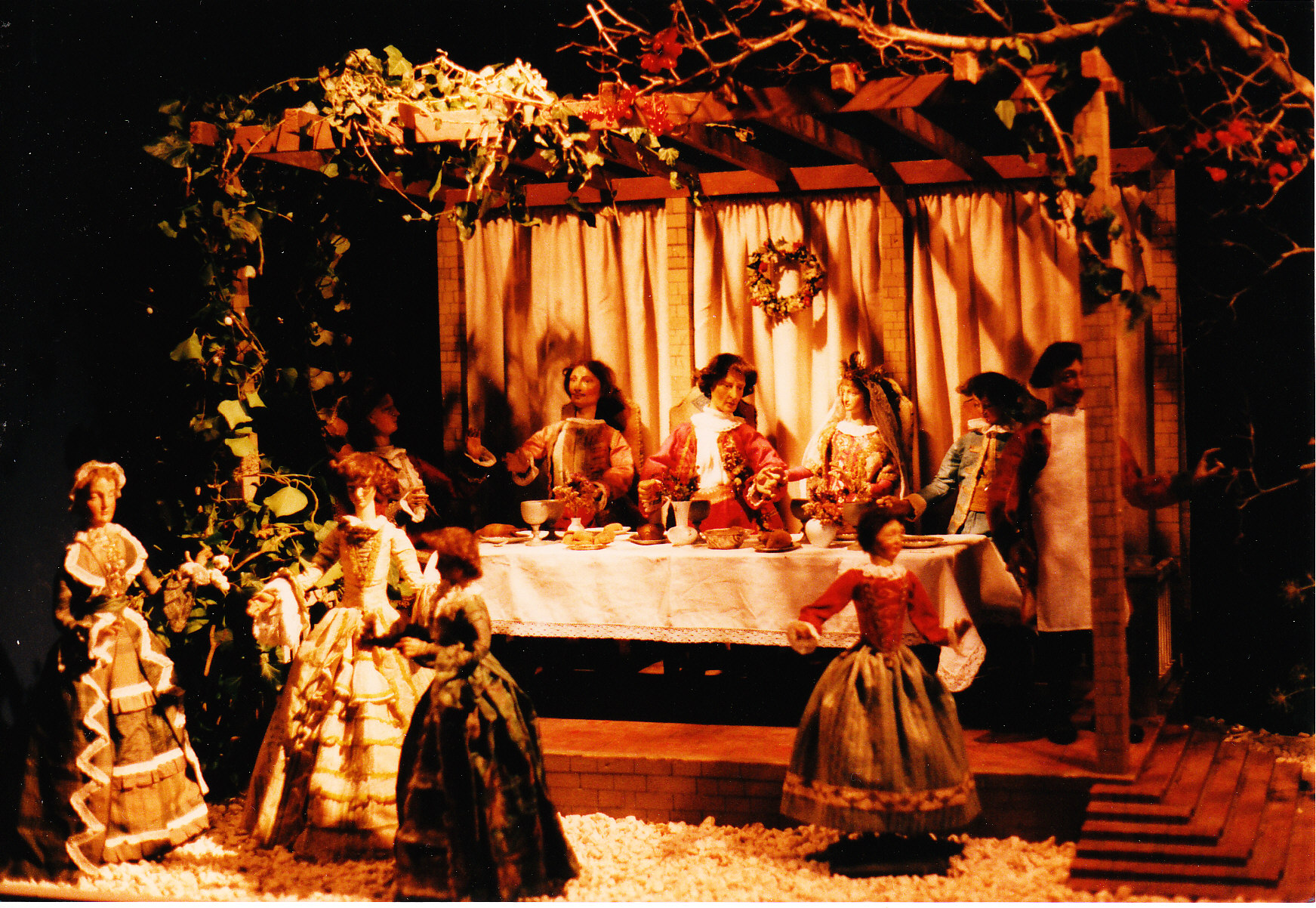
Die Hochzeit zu Kana (Detail)

#### Mühle
Im ehemaligen Klosterbezirk steht ein Mühlenbau von 1715.

#### Wendelinusritt
Seit 1947 findet jährlich an jedem dritten Sonntag im September der Wendelinusritt von der Pfarrkirche in Gutenzell nach Niedernzell, zur dortigen Wendelinuskapelle statt. Ein Flurritt zu den vier Kreuzen im Ösch ist seit dem 17. Jahrhundert belegt, seit 1747 wurde der Ritt zur Wendelinuskapelle in Niedernzell geführt. Nach der Säkularisation geriet der Brauch in Vergessenheit. Ortspfarrer Erwin Sontag belebte 1947 aus Anlass des 200-jährigen Weihejubiläums der Wendelinuskapelle diese Tradition wieder.

### Hürbel
- Altes Schloss aus dem Jahre 1521
- Kirche St. Alban
- Alte Ziegelei
- Historische Sägmühle Eiberle in Zillishausen mit Wasserrad an der Rottum von 1845. Eine der wenigen voll funktionsfähigen restaurierten Sägemühlen dieser Art in Oberschwaben und Station der Mühlenstraße Oberschwaben.

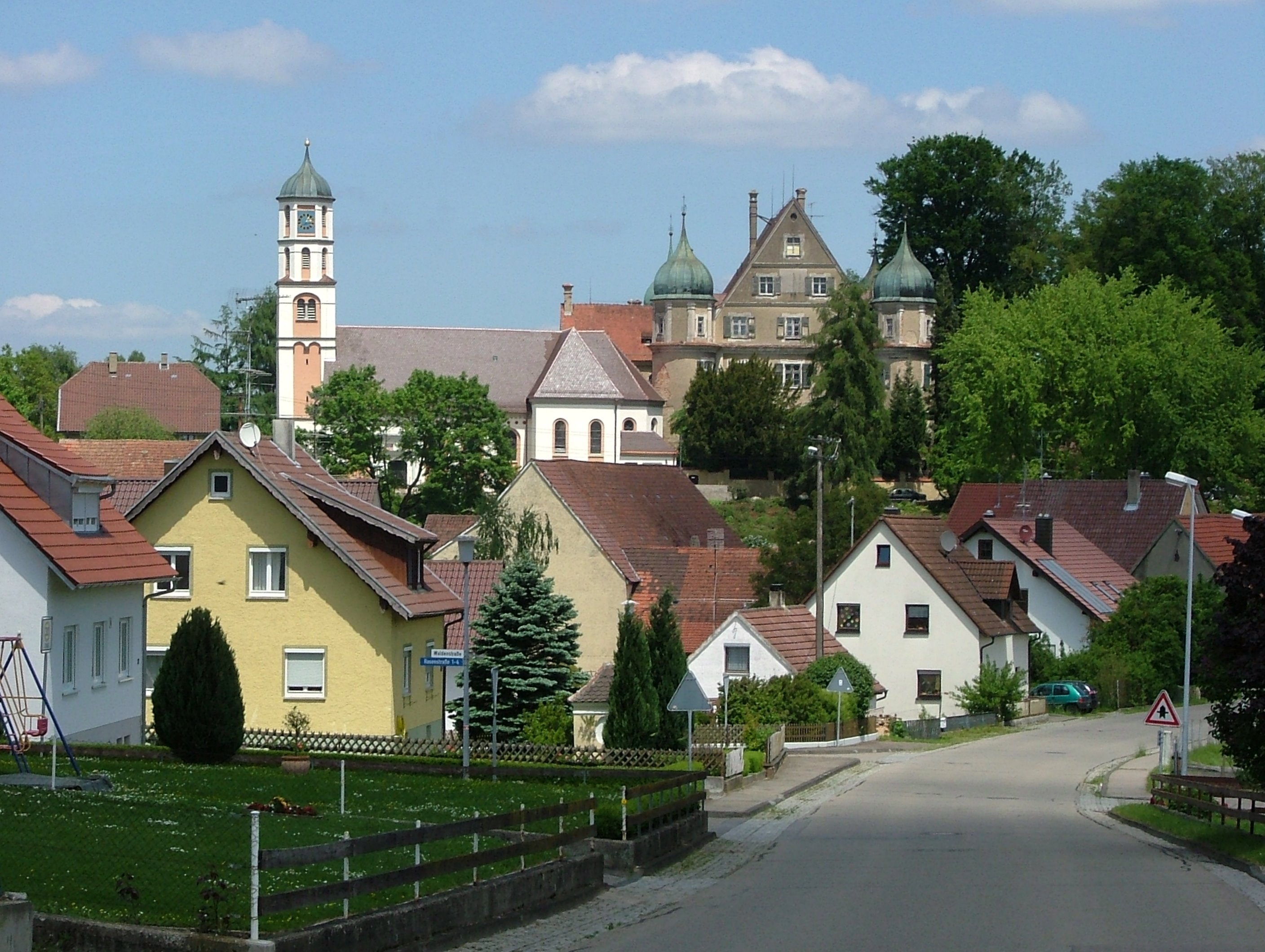
Hürbel
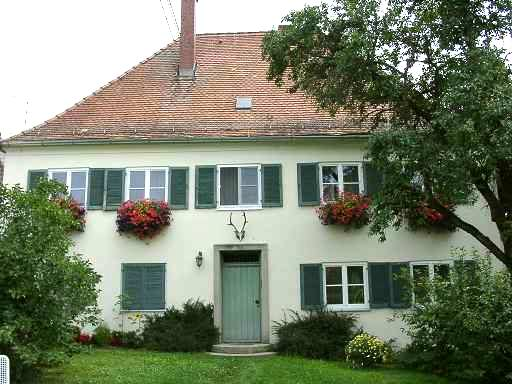
Forsthaus in Hürbel (Geburtshaus Eduard Fiechtners)
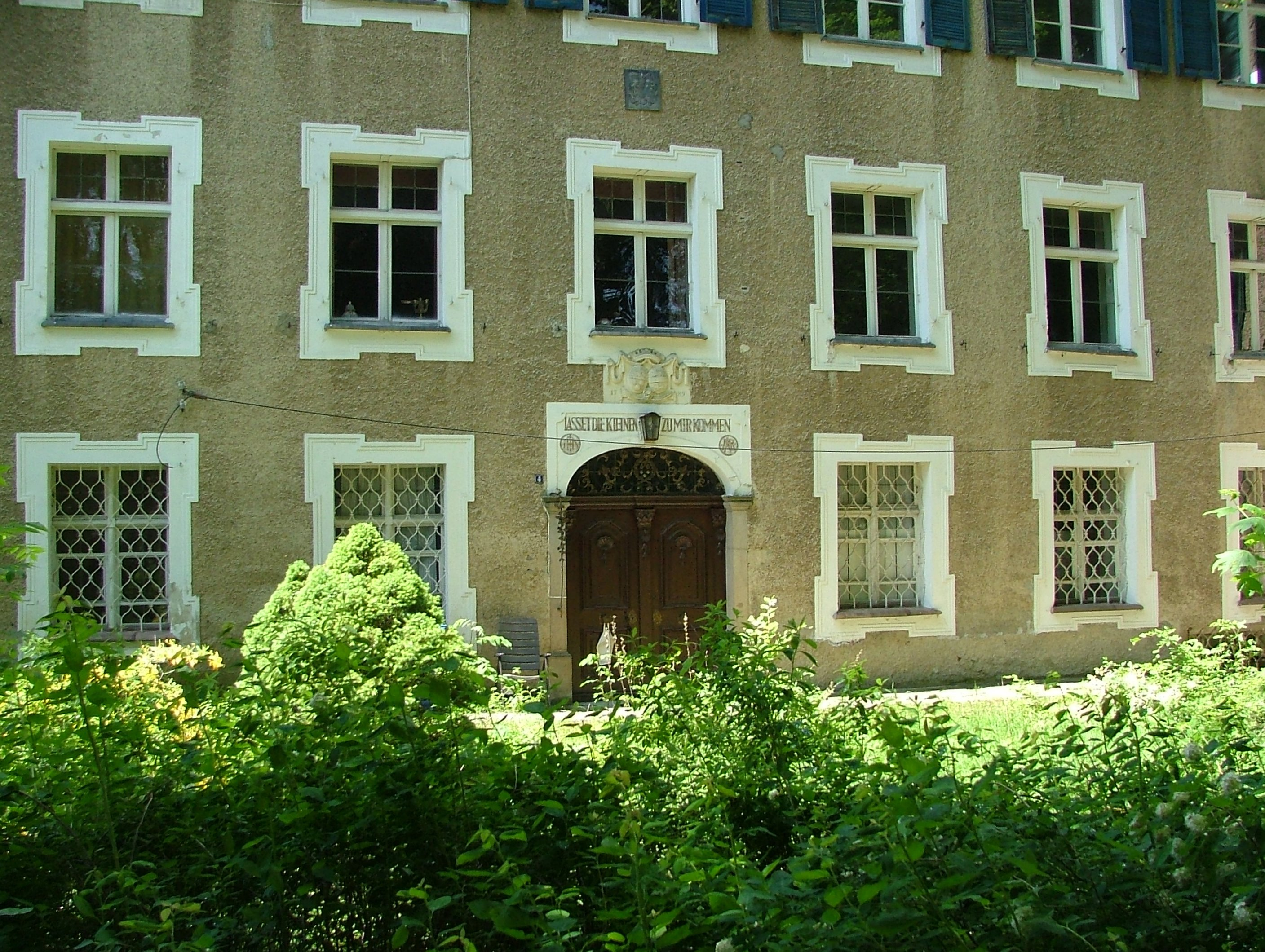
Schloss der Herren von Freyberg
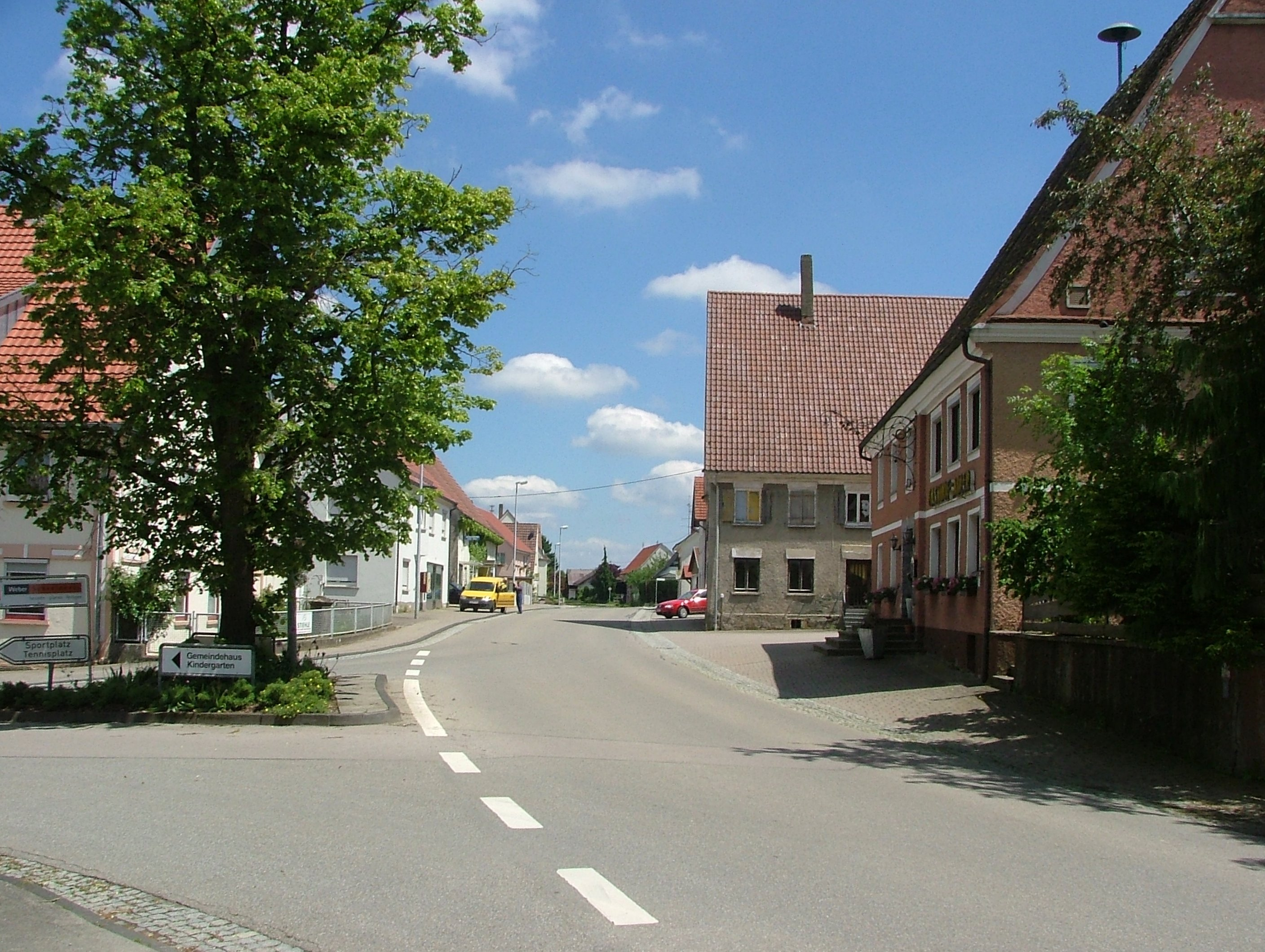
Hürbel

## Persönlichkeiten
- Honor Funk (1930–2022), Bundestagsabgeordneter
- Hans Graul (1909–1997), Geograph und Geologe

### Söhne und Töchter der Gemeinde
- Eduard Fiechtner (1843–1922), von 1879 bis 1905 Schultheiß von Untertürkheim, 1904 dort zum Ehrenbürger ernannt
- Alfred Steiner (1930–2021), Pädagoge, Landtagsabgeordneter.